# 赵盘
趙盤，又作赵槃，五胡十六国時代前燕人物。
趙盤在前燕担任都尉。338年正月，燕王慕容皝派遣趙盤作为使者前去後趙，協議討伐段部的日期。石虎以桃豹为横海将军，王华为渡辽将军，率领水师十万；支雄为龙骧大将军，姚弋仲为冠军将军，率领步骑七万前锋，讨伐段辽。三月，趙盤回到棘城。
356年八月，趙盤跟随王騰攻打琅邪、鄄城，騒扰东晋北境。他们被東晋徐州刺史荀羨击敗，王騰战死，趙盤逃走。
趙盤改任南中郎将。366年十二月，東晋南陽督護趙億投降前燕，据守宛城的南陽郡太守桓澹逃到新野。趙盤从魯陽移驻宛城。
367年六月，東晋右将軍桓豁、竟陵郡太守羅崇攻打宛城。趙盤丢失宛城，趙億敗走魯陽。桓豁追击，在雉城交战，战敗被擒。《晋書·卷七十四·桓豁传》记载桓豁在魯陽擒获趙盤。之後，将趙盤押送建康。